# Suzanne Sto Hélit
Suzanne Sto Hélit est la petite-fille de la Mort dans la série des Annales du Disque-monde de Terry Pratchett.

## Biographie
Suzanne Sto Hélit est la fille d'Ysabell et de Mortimer, la fille adoptive et le beau-fils de la Mort. Sa mère apparaît pour la première fois dans Le Huitième Sortilège et son père dans Mortimer, roman qui porte son nom. À la fin de Mortimer, le couple quitte le domaine de la mort et devient duc et duchesse de Sto Hélit ; Suzanne est leur fille unique.
Suzanne apparaît pour la première fois dans Accros du roc. Dans ce roman, elle a seize ans et étudie au Collège pour jeunes filles de Quirm, peu après la mort de ses parents. Elle en veut d'abord à la Mort de ne pas les avoir sauvés, mais comprend plus tard que c'est eux qui ont refusé de vivre l'éternité dans le domaine de la Mort. Dans ce roman, la Mort décide de partir en vacances, créant un vide métaphysique dans lequel l'univers pousse Suzanne, qui est forcée à faire le travail de son grand-père en son absence. Elle est libérée après le retour de la Mort à la fin du roman.
Elle obtient son diplôme et, malgré son titre de duchette de Sto Hélit, elle commence une carrière d'enseignante, commençant comme gouvernante dans Le Père Porcher puis comme enseignante dans Procrastination.
Dans Le Père Porcher, les contrôleurs de la réalité embauchent monsieur Lheureduthé, un assassin qui essaie de détruire le père Porcher en utilisant des dents volées à la fée des dents pour contrôler les enfants. La Mort ne peut pas entrer dans le château de la fée des dents, le château était formé de pensées d'enfants, qui n'ont pas de conception de la mort. Il charge donc Suzanne d'y entrer pour arrêter l'assassin à sa place. Suzanne sauve le père Porcher des contrôleurs de la réalité et tue monsieur Lheureduthé avec le tisonnier qu'elle utilise habituellement pour menacer les monstres qui ennuient les enfants qu'elle garde.
Dans Procrastination, Suzanne rencontre à nouveau les contrôleurs de la réalité, qui tentent d'arrêter le temps. Elle doit trouver le fils du Temps, qui est immortel et donc invisible de son grand-père. Elle est accompagnée par le moine du temps Lou-tsé, et par Myria LeJean, ancienne contrôleuse de la réalité devenue humaine.

## Apparence
Suzanne est grande et mince. Ses cheveux sont d'un blanc pur à l'exception d'une mèche noire et ont tendance à se décoiffer et recoiffer tout seuls en fonction des circonstances[réf. nécessaire]. Elle a une tache de naissance sur la joue qui consiste en trois lignes pâles, visibles uniquement lorsqu'elle rougit : son père, giflé par la Mort, la lui a transmise[réf. nécessaire].

## Pouvoirs
La génétique n'ayant que peu de prise sur le Disque, bien qu'Ysabell ait été adoptée, Suzanne a hérité de nombreux traits de son grand-père.
- se rendre invisible (parfois par accident) aux esprits non magiques ;
- s'adresser aux cerveaux de ses interlocuteurs sans passer par leurs oreilles : « Vous voyez ce que je veux dire » ;
- disposer de la prescience sous forme de vagues souvenirs du futur ;
- ouvrir n'importe quelle serrure ;
- arrêter le temps ;
- se rendre immatérielle et traverser n'importe quel obstacle ;
- monter Bigadin, le destrier de la Mort ;
- modifier son apparence et ses vêtements en quelque chose de plus adapté à sa tâche ;
- manipuler d'une habileté naturelle toutes formes de bâtons ;
- en tant que principalement humaine, aller là où la Mort ne peut aller ;
- être « un peu immortelle ».

Elle est généralement le dernier recours de l'humanité ou du moins de son grand-père ce qui revient souvent au même.

## Adaptations
Elle est doublée par Debra Gillett dans la série d'animation Accros au roc (en) et jouée par Michelle Dockery dans Les Contes du Disque-monde. Elle apparaît, sous forme de très jeune enfant, dans le jeu vidéo Discworld II : Mortellement vôtre !.